# Eulepidotis merosticta
Eulepidotis merosticta là một loài bướm đêm trong họ Erebidae.